# Ken Duken

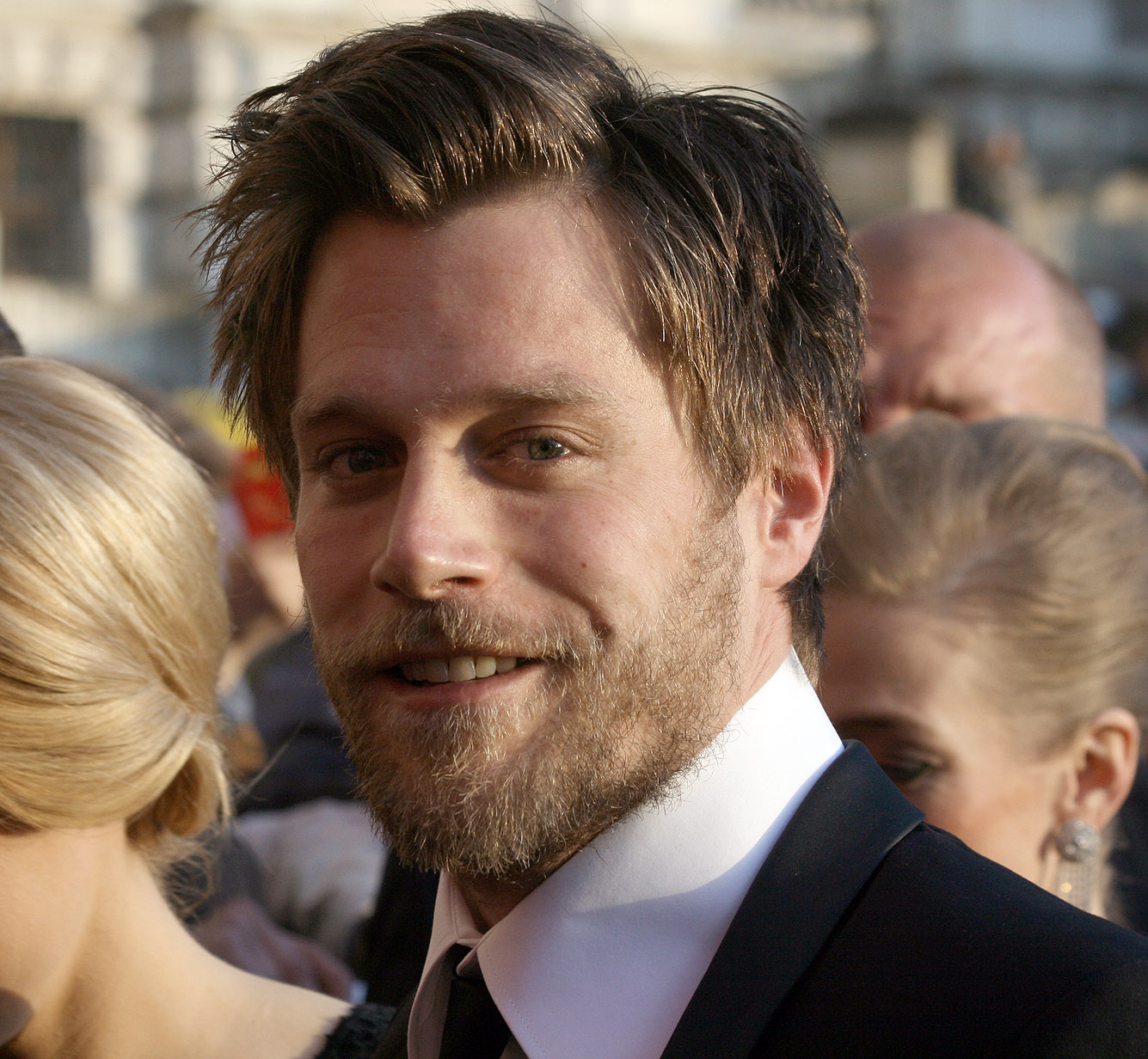
Ken Duken (2012)

Ken Duken (* 17. April 1979 in Heidelberg) ist ein deutscher Schauspieler.

## Leben und Werk

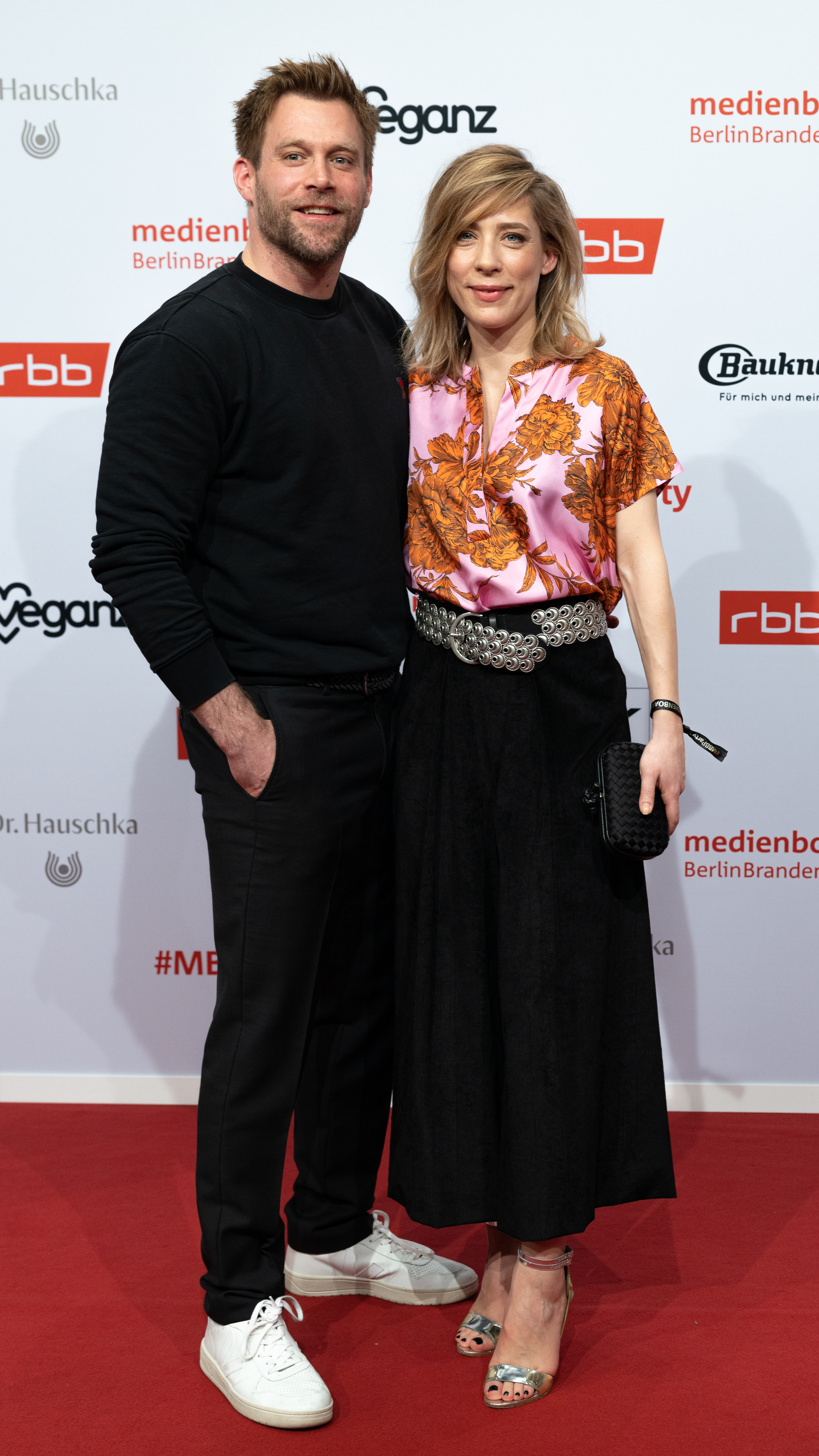
Duken mit seiner Ehefrau Marisa Leonie Bach, 2020

Ken Duken wurde als drittes Kind der Film- und Theaterschauspielerin Christina Loeb und eines Arztes am 17. April 1979 in Heidelberg geboren und wuchs in Garmisch-Partenkirchen auf. Sein Onkel ist der Schauspieler Michael Zittel. Duken, dessen Schwester Annalena Duken ebenfalls Schauspielerin ist, belegte Schauspielkurse unter anderem bei James Reynold. Der Darsteller trat zunächst in diversen Rollen am Theater auf, unter anderem in Stücken wie Der Besuch der alten Dame, Das Haus in Montevideo sowie in diversen Shakespeare-Dramen. Sein Debüt als Filmschauspieler gab er 1997 in einer kleinen Rolle des Fernsehkrimis Blutiger Ernst an der Seite von Nadja Uhl und Daniel Brühl.
Seine erste große Rolle auf einer Kinoleinwand spielte Duken 1999 neben Franka Potente und Heiner Lauterbach in Friedemann Fromms Schlaraffenland. Noch im selben Jahr wirkte er in Miguel Alexandres Drama Gran Paradiso mit. Für diesen Film, in dem er einen lebensmüden Rollstuhlfahrer spielt, absolvierte er drei Monate Rollstuhl-Training. Eine weitere Hauptrolle spielte er unter anderem 2003 in Tödlicher Umweg von Curt Faudon. In der preisgekrönten Tragikomödie Eine andere Liga von Buket Alakus setzte er 2005 seine Karriere im Kino fort.
Duken war als Jungkommissar Teddy Schrader Mitglied der Kernbesetzung in der vom ZDF seit 2002 produzierten Polizeifilm-Reihe Nachtschicht von Lars Becker. Nach fünf Folgen stieg er 2008 aus der Serie aus. International war er unter anderem in Die Kinder von Nonantola (La Fuga degli Innocenti), Im Visier des Bösen (Daddy), Störtebeker, Ali Baba und die 40 Räuber und weiteren Produktionen zu sehen. Ebenfalls bekannt ist seine Darstellung eines kommunistischen Spitzels in dem Film Karol – Ein Mann, der Papst wurde. Im Herbst 2006 drehte Duken unter der Regie von Robert Dornhelm in Russland und Litauen Tolstojs Krieg und Frieden, in dem er die Rolle des Anatol Kuragin übernahm. Das SWR-Fernsehspiel Willkommen zuhause, in dem Ken Duken den Kriegsheimkehrer Ben Winter verkörpert, wurde Mitte Dezember 2007 abgedreht.
2008 spielte Duken im Märchenfilm König Drosselbart die Titelrolle und übernahm im Historienfilm Max Manus über den gleichnamigen norwegischen Widerstandskämpfer die Rolle des SS-Hauptsturmführers Siegfried Fehmer, der im Jahr 1945 Leiter der Gestapo in Oslo war. Die Rolle des Frauenhelden Fehmer, der von einer Sekunde zur nächsten zum brutalen Folterer werden konnte, war eine gute Vorbereitung für den nächsten Auftritt Dukens in Quentin Tarantinos Inglourious Basterds (2009), wo er einen deutschen Soldaten verkörperte. Ebenfalls 2009 spielte Duken in Til Schweigers Film Zweiohrküken den ehemaligen Liebhaber von Anna Gotzlowski. In der deutsch-britischen TV-Koproduktion Laconia hatte Duken eine Hauptrolle als deutscher U-Boot-Kapitän Werner Hartenstein. 2011 war er als Carl Benz in dem ARD-Fernsehfilm Carl & Bertha zu sehen, außerdem auch in dem Kinofilm Nie mehr ohne Dich an der Seite von Nicole Beharie. In der Fernsehproduktion Das Wunder von Kärnten, die 2013 einen International Emmy Award gewann, spielte er die Hauptrolle des Kardiologen Dr. Markus Höchstmann.
2013 spielte er in Frei, einer Produktion des Bayerischen Rundfunks, die Hauptrolle des Viktor Voss, der sich als vormaliger SS-Sturmbannführer nach Kriegsende 1945 auf der Flucht nach Argentinien befindet, dort aber nach und nach mit der Vergangenheit konfrontiert wird.
Mit Berlin Falling gab Duken seine Regiedebüt. Der Film feierte im Rahmen des Shanghai International Film Festivals 2017 seine Weltpremiere. Im Fernsehfilm Die Hexenprinzessin aus der ZDF-Reihe Märchenperlen verkörperte er an der Seite seiner Ehefrau als Königin Lioba die Rolle des Königs Goderic.
2003 gründete Duken zusammen mit unter anderem Bernd Katzmarczyk und Norbert Kneißl die Produktionsfirma Grand Hôtel Pictures. In deren erstem Werk From Another Point of View spielt Duken neben seiner Ehefrau Marisa Leonie Bach und Dominique Pinon und führte auch Regie. 2009 setzte er seine eigene Produktionsreihe mit dem Psychothriller Distanz fort. Neben seiner Arbeit als Schauspieler ist Duken zunehmend hinter der Kamera zu finden, etwa als Regisseur bei Musikvideos für Oomph! und Rapper Curse.
Im April 2021 hatte er sich mit weiteren Schauspielern an der Initiative #allesdichtmachen beteiligt, die die Maßnahmen zur Eindämmung der COVID-19-Pandemie in Deutschland mit ironisch-satirisch gemeinten Videos kommentiert. Nach aufkommender Kritik hatte er seinen Videobeitrag zurückgezogen.
Seit dem Jahr 2000 ist er mit seiner Schauspielkollegin Marisa Leonie Bach verheiratet, mit der er einen 2009 geborenen Sohn hat.

## Filmografie

### Kinofilme und VR-Experiences
- 1999: Schlaraffenland
- 2000: Gran Paradiso
- 2001: 100 Pro
- 2002: Kiss and Run
- 2003: Nitschewo
- 2004: Tödlicher Umweg

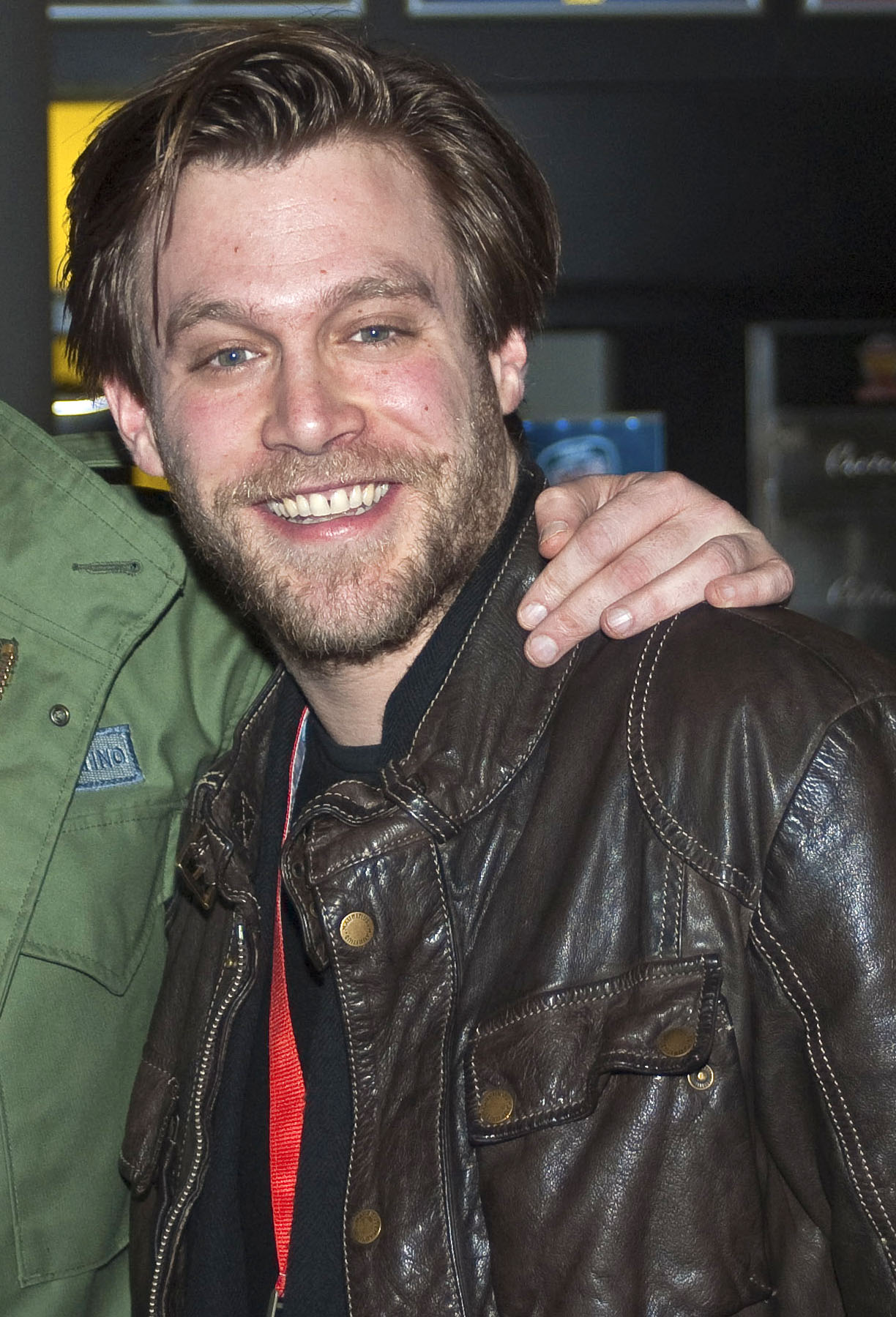
Duken im Jahr 2009

- 2005: Karol – Ein Mann, der Papst wurde
- 2005: Eine andere Liga
- 2008: Max Manus
- 2008: König Drosselbart
- 2008: 1½ Ritter – Auf der Suche nach der hinreißenden Herzelinde
- 2009: Distanz
- 2009: Inglourious Basterds
- 2009: Zweiohrküken
- 2010: Akte Kajínek (Kajínek)
- 2010: On the Inside – Der Tod kennt keine Namen (On the Inside)
- 2011: Laconia
- 2011: Powder Girl (Chalet Girl)
- 2011: Nie mehr ohne Dich (My Last Day Without You)
- 2012: Die Männer der Emden
- 2012: Zwei Leben
- 2013: Banklady
- 2014: Northmen – A Viking Saga
- 2014: Coming In
- 2015: Frau Müller muss weg!
- 2015: Treppe aufwärts
- 2015: Max und Hélène
- 2016: Das Löwenmädchen
- 2016: Conni & Co
- 2017: Conni & Co 2 – Das Geheimnis des T-Rex
- 2017: Berlin Falling (auch Regie und Produktion)
- 2019: Traumfabrik
- 2024: Human Within (VR-Experience)

### Fernsehproduktionen
- 1998: Julia – Kämpfe für deine Träume! (Regie: Gabi Kubach)
- 1998: Blutiger Ernst (Regie: Bernd Böhlich)
- 1999: Der Bulle von Tölz: Tod eines Priesters (Regie: Walter Bannert)
- 2000: Die Nacht der Engel (Regie: Michael Rowitz)
- 2000: Einladung zum Mord (Regie: Rainer Matsutani)
- 2001: Rette deine Haut (Regie: Lars Becker)
- 2002: Polizeiruf 110 – Braut in Schwarz (Regie: Bodo Fürneisen)
- 2002: Rosa Roth – Geschlossene Gesellschaft (Regie: Carlo Rola)
- 2002: Mörderherz (Regie: Christian Görlitz)
- 2003: Nachtschicht – Amok! (Regie: Lars Becker)
- 2003: Im Visier des Bösen (Regie: Giacomo Battiato)
- 2003: Mein Vater, der Kaiser (Imperium – Augustus, Regie: Roger Young)
- 2004: Die schöne Braut in Schwarz (Regie: Carlo Rola)
- 2004: Nachtangst (Regie: Michael Rowitz)
- 2004: Nachtschicht – Vatertag (Regie: Lars Becker)
- 2004: Die Kinder von Nonantola (La Fuga degli innocenti, Regie: Leone Pompucci)
- 2005: Nachtschicht – Tod im Supermarkt (Regie: Lars Becker)
- 2006: Störtebeker (Regie: Miguel Alexandre)
- 2006: Nachtschicht – Der Ausbruch (Regie: Lars Becker)
- 2007: Ali Baba und die 40 Räuber (Ali Baba et les 40 voleurs, Fernsehzweiteiler, Regie: Pierre Aknine)
- 2007: Krieg und Frieden (War and Peace, Regie: Robert Dornhelm, Brendan Donnison)
- 2008: Nachtschicht – Ich habe Angst (Regie: Lars Becker)
- 2008: König Drosselbart  (ARD-Märchenfilmreihe Sechs auf einen Streich) (Regie: Sibylle Tafel)
- 2009: Willkommen zu Hause (Regie: Andreas Senn)
- 2009: Flug in die Nacht – Das Unglück von Überlingen (Regie: Till Endemann)
- 2010: Der Kriminalist – Schuld und Sühne (Regie: Thomas Jahn)
- 2010: Pius XII. (Regie: Christian Duguay)
- 2011: Lisas Fluch (Regie: Petra K. Wagner)
- 2011: Carl & Bertha (Regie: Till Endemann)
- 2011: Das Wunder von Kärnten (Regie: Andreas Prochaska)
- 2011: Tatort: Der Weg ins Paradies (Regie: Lars Becker)
- 2012: Schief gewickelt (Regie: Lars Becker)
- 2012: Air Force One Is Down (Regie: Cilla Ware)
- 2012: Add a Friend (Fernsehserie)
- 2013: Das Adlon. Eine Familiensaga (Regie: Uli Edel)
- 2013: Robin Hood (Regie: Martin Schreier)
- 2014: Frei (Regie: Bernd Fischerauer)
- 2014: Dr. Gressmann zeigt Gefühle (Regie: Niki Stein)
- 2014: Polizeiruf 110 – Smoke on the Water (Regie: Dominik Graf)
- 2014: Der letzte Kronzeuge – Flucht in die Alpen (Fernsehfilm)
- 2015: Arletty, une passion coupable (France 2) (Regie: Arnaud Sélignac)
- 2016: Duell der Brüder – Die Geschichte von Adidas und Puma (Regie: Oliver Domenget)
- 2016: Die Informantin (Fernsehfilm)
- 2016: Tatort: HAL (Regie: Niki Stein)
- 2016: Tempel (6-teilige Dramaserie, Regie: Philipp Leinemann)
- 2018: Parfum (Fernsehserie), Regie: Philipp Kadelbach
- 2018: Die purpurnen Flüsse (Fernsehserie, Folge „Die letzte Jagd“)
- 2019: Counterpart (Fernsehserie, Starz)
- 2019: Schneewittchen und der Zauber der Zwerge (Fernsehfilm)
- 2019: Die Informantin – Der Fall Lissabon
- 2020: The Professionals – Gefahr ist ihr Geschäft (Fernsehserie)[3]
- 2020: Die Hexenprinzessin (Fernsehfilm)
- 2021: Die Liebe des Hans Albers (Fernsehfilm)
- 2021–2022: Fate: The Winx Saga (Fernsehserie)
- 2021/2022: Algiers Confidential[4]
- 2022: Die purpurnen Flüsse (Les Rivières pourpres, Fernsehserie, Folge „Das jüngste Gericht“)
- 2023: Drift: Partners in Crime
- 2024: Pärchenabend

### Kurzfilme
- 2001: Benny X (9 Minuten, Regie: Florian Baxmeyer)
- 2001: Feindesland (20 Minuten, Regie: Thomas Kretschmer)
- 2002: Hit and Run (13 Minuten, Regie: Thomas Sieben)
- 2003: Zur Hölle mit Dir (23 Minuten, Regie: Adnan Köse)
- 2003: From another point of view (15 Minuten, Regie: Ken Duken und Bernd Katzmarczyk; auch Koautor und Koproduzent)
- 2009: Der Antrag (7 Minuten, Regie: Benjamin Gutsche)
- 2010: Die Beobachtung (19 Minuten, Regie: Roman Gonther)
- 2011: Sotto il cielo di Roma (Drehbuch: Fabrizio Bettelli, Francesco Arlanch. Regie: Christian Duguay)

### Musikvideos/Regie
- 2003: Und was ist jetzt – Curse
- 2005: Struggle – Curse
- 2005: Gangsta Rap – Curse
- 2006: Wie weit – Nosliw
- 2006: Das letzte Streichholz – Oomph!
- 2006: Die Schlinge – Oomph
- 2008: Freiheit – Curse
- 2009: Wenn ich die Welt aus dir erschaffen könnte – Curse
- 2009: Zu lang allein – Marius Müller-Westernhagen

## Auszeichnungen
- 2004: NEO Award und Undine Award für seine Darstellung in Tödlicher Umweg
- 2005: Adolf-Grimme-Preis für seine darstellerische Leistung in Kiss and Run sowie eine Auszeichnung als Bester Darsteller beim 5. Monte-Carlo Film Festival de la Comédie für seine Rolle in Eine andere Liga
- 2008: Adolf-Grimme-Preis für seine darstellerische Leistung in Eine andere Liga
- 2008: Franz Hofer-Ehren-Award vom Filmhaus Saarbrücken
- 2009: Bayerischer Fernsehpreis als bester Schauspieler in der Kategorie Fernsehfilm für seine Rolle in dem Film Willkommen zuhause (ARD/SWR)
- 2017: Nominierung für den Deutschen Fernsehpreis als Bester Schauspieler für seine Rollen in Duell der Brüder – Die Geschichte von Adidas und Puma und Tempel[5]